# Tommy Aldridge
Tommy Aldridge (Jackson, 15 augustus 1950) is een Amerikaanse hardrock- en heavy metaldrummer, die bekend werd door zijn werk bij Black Oak Arkansas, de Pat Travers Band, Ozzy Osbourne, Gary Moore, Whitesnake, Ted Nugent en Thin Lizzy. Autodidact Aldridge werd aanvankelijk geïnspireerd door de muziek van Cream, the Beatles, Jimi Hendrix en Led Zeppelin. Drummers als Joe Morello, Ginger Baker, John Bonham en Mitch Mitchell waren bijzonder invloedrijk toen Aldridge zijn drumstijl ontwikkelde. Aldridge zelf is zeer invloedrijk geworden en wordt beschouwd als een pionier op het gebied van dubbele basdrum in de rockmuziek.

## Carrière
Opgegroeid in Pearl (Mississippi), leerde Aldridge zichzelf drummen in de jaren 1960 en bouwde hij stukje bij beetje een kit met verdiend geld door kranten en andere klussen te bezorgen. Hij schrijft zijn unieke stijl toe aan leren zonder het voordeel van een mentor of leraar. Terwijl zijn moeder zijn verlangen om muziek te spelen steunde, was zijn vader een alcoholist die musici niet gunstig beoordeelde. Als gevolg hiervan legde Aldridge tijdens het oefenen in een bijgebouw in zijn achtertuin vaak handdoeken over zijn drumvellen om te voorkomen dat zijn vader het kon horen. In de vroege jaren 1970 begon Aldridge met het spelen van originele muziek met Alley Keith in de Florida Panhandle. Geïnspireerd door drummers als Louis Bellson en Sam Woodyard, begon hij een dubbele basdrumopstelling te gebruiken en werd hij een vroege pionier van de hardrock-drumstijl met dubbele kickdrums.
Na een korte tijd te hebben gespeeld met de southern rockband David and the Giants in 1972, deed Aldridge auditie voor Black Oak Arkansas en was verrast om de baan te krijgen. Hij maakte zijn opnamedebuut in 1972 met het album If an Angel Came to See You, Would You Make Her Feel at Home? van Black Oak Arkansas. Vervolgens nam hij tussen 1972 en 1976 verschillende albums op met de band en toerde hij uitgebreid. Aldridge was niet echt dol op de muziek van Black Oak Arkansas en zijn bedoeling toen hij bij de band kwam, was om de gelegenheid te gebruiken als springplank om naam te maken in de industrie, iets waar hij naar eigen zeggen achteraf niet bijzonder trots op was. Niet blij met het zware gebruik van hasj door de band, probeerde Aldridge Black Oak Arkansas te verlaten. Omdat het management van de band hem niet graag zijn contractuele vrijheid wilde geven, moest Aldridge midden in de nacht wegsluipen en zich vervolgens 'verstoppen in Chicago'. In die periode speelde hij met de lokale band d'Thumbs. Anderhalf jaar aan rechtszaken volgden, waarna hij contractueel vrij was om weer op te nemen. Aldridge bracht van 1978 tot 1981 door met de Pat Travers Band en nam in die tijd vijf albums op.
Na het afscheid van Travers in 1981, verhuisde Aldridge naar Londen en begon te werken met Gary Moore met het opnemen van het album Dirty Fingers. De Amerikaanse gitarist Randy Rhoads, die onlangs in Engeland was aangekomen om met Ozzy Osbourne op te nemen, was een grote fan van Moore's gitaarspel en op een dag arriveerden hij en Bob Daisley om Moore's band te zien repeteren. Aldridge en Rhoads werden meteen vrienden. Aldridge kende Osbourne al enkele jaren, aangezien Black Oak Arkansas in de jaren 1970 uitgebreid had getoerd met Osbourne's vorige band Black Sabbath en Aldridge's nieuwe vriendschap met Rhoads zou hem ertoe brengen om zich een paar maanden later bij de band van Osbourne aan te sluiten. Hoewel Aldridge wordt vermeld in de albumnotities en staat afgebeeld op de binnenhoes van Osbourne's album Diary of a Madman uit 1981, speelde Lee Kerslake eigenlijk alle drumpartijen op de oorspronkelijke publicatie. Aldridge heeft verklaard dat het werken met Rhoads in de band van Osbourne een van de muzikale hoogtepunten van zijn leven was. Rhoads verklaarde eind 1981 over Aldridge dat hij altijd zijn favoriete drummer was, nadat hij hem in de jaren 1970 op televisie had zien optreden met Black Oak Arkansas. Aldridge verscheen op Osbourne's album Bark at the Moon in 1983, evenals een paar live-albums (Speak of the Devil en Tribute) voordat hij de band verliet in 1984.
Kort daarna bundelden Aldridge, samen met bassist en voormalig Ozzy Osbourne-bandlid Rudy Sarzo, de krachten met gitarist/toetsenist Tony MacAlpine en zanger Rob Rock om het kortstondig project MARS te formeren. De vrienden Aldridge en Sarzo vertrokken in 1987 naar Whitesnake toen de band zich voorbereidde op een tournee ter ondersteuning van hun meermaals platina verkopende album Whitesnake. Aldridge en Sarzo traden op op het vervolgalbum Slip of the Tongue, uitgebracht in 1989. Whitesnake-frontman David Coverdale kondigde aan dat hij een pauze zou nemen in de muziekindustrie en zette de band na de tournee voor onbepaalde tijd op pauze en Aldridge ging verder.
Na zijn stint in Whitesnake, speelde Aldridge in de band Manic Eden, met zijn voormalige Whitesnake-bandleden Adrian Vandenberg en Sarzo. De bezetting omvatte ook voormalig Little Caesar-zanger Ron Young.
Tijdens de jaren 1990 nam Aldridge op en toerde met verschillende acts, waaronder Motörhead, House of Lords, Yngwie Malmsteen, John Sykes en Ted Nugent.
Aldridge is al sinds het begin van de jaren 1980 een veelgevraagd drummer en veel van zijn werk omvat elk jaar drumworkshops en festivals.
Vanaf 2002 toerde Aldridge met Whitesnake naast David Coverdale (zang), Doug Aldrich (gitaar), Reb Beach (gitaar), Marco Mendoza/Uriah Duffy (bas) en Timothy Drury (keyboards). Aldridge verliet Whitesnake in 2007 om alternatieve muzikale inspanningen na te streven. Van 2007 tot 2009 toerde Aldridge met Thin Lizzy samen met Scott Gorham, John Sykes en Marco Mendoza.
Thin Lizzy en The Answer zouden eind juni 2009 AC/DC ondersteunen bij stadionshows in Engeland, Ierland en Schotland, maar deze optredens werden geannuleerd nadat Aldridge zijn sleutelbeen brak bij een ongeluk. Op 30 juni werd bekend dat Sykes Thin Lizzy had verlaten en alle shows voor de rest van 2009 werden geannuleerd of uitgesteld. Gorham verklaarde dat hij de toekomstplannen van de band binnenkort zou aankondigen. In mei 2010 nam Thin Lizzy Aldridge niet op in de nieuwe bezetting omdat hij nog steeds herstellende was van zijn blessure. Originele Thin Lizzy-drummer Brian Downey keerde terug naar de band.
Op 25 januari 2013 werd aangekondigd dat Aldridge voor de derde keer bij Whitesnake was gekomen voor de komende Year of the Snake-tournee van de band. Sindsdien heeft hij met de band de albums Flesh & Blood en The Purple Album opgenomen en blijft hij hun drummer vanaf januari 2020.

## Apparatuur
Aldridge bespeelt Yamaha-drums, een bedrijf waar hij al sinds 1982 bij is en momenteel gebruikt hij drums uit de Absolute Maple Nouveau-serie van Yamaha. Zijn kickdrumpedalen zijn uitgerust met Danmar 207A Tommy Aldridge pedaalkloppers. Aldridge is sinds januari 2003 Paiste Artist. Hij gebruikt Remo-drumvellen en kenmerkende ProMark-drumstokken. Yamaha heeft voor Aldridge een custom Signature Snare drum gemaakt, een 7x14 roestvrijstalen model met gegoten spanringen en zwart chromen hardware. Hij onderschrijft ook Paiste bekkens. Zijn bekkenselectie kan variëren, maar hij geeft de voorkeur aan hun 2002, Signature en RUDE bekkens.

## Discografie

### Black Oak Arkansas
- 1972: If an Angel Came to See You ...
- 1973: Raunch 'N' Roll Live
- 1973: High on the Hog
- 1974: Street Party
- 1975: Ain't Life Grand
- 1975: X-Rated
- 1976: Live! Mutha
- 1976: Balls of Fire
- 1976: 10yr Overnight Success
- 1976, 1998: King Biscuit Flower Hour

### Pat Travers Band
- 1978: Heat In The Street
- 1979: Live! Go for What You Know
- 1980: Crash and Burn
- 1981: Radio Active
- 1977, 1980, 1992: Live in Concert

### Gary Moore
- 1983: Dirty Fingers
- 1983: Live at the Marquee

### Ozzy Osbourne
- 1982: Speak of the Devil
- 1983: Bark at the Moon
- 1980, 1981, 1987: Tribute
- 1981, 2011: Diary of a Madman 2011 'Legacy Edition' Disc 2

### Macalpine, Aldridge, Rock, Sarzo (MARS)
- 1986: Project: Driver

### Whitesnake
- 1989: Slip of the Tongue
- 2004: Live...In the Still of the Night
- 2006: Live: In the Shadow of the Blues
- 2011: Live at Donington 1990
- 2018: The Purple Tour
- 2019: The Flesh & Blood Tour

### Manic Eden
- 1994: Manic Eden

### Andere
- 1976: Ruby Starr - Scene Stealer (1976)
- 1986: Vinnie Moore - Mind's Eye (1986)
- 1992: Motörhead - March ör Die (1992)
- 1992: House of Lords - Demons Down (1992)
- 1996: Patrick Rondat - Amphibia (1996)
- 1997: Dragon Attack: A Tribute to Queen (1997)
- 1997: John Sykes - 20th Century (1997)
- 1999: Steve Fister - Age of Great Dreams (1999)
- 1999: Patrick Rondat - On the Edge (1999)
- 2000: Thin Lizzy - One Night Only (2000)
- 2000: Ted Nugent - Full Bluntal Nugity (2000)

- Biblioteca Nacional de España: XX1795288
- Bibliothèque nationale de France: cb14148859h (data)
- Gemeinsame Normdatei: 134312481
- International Standard Name Identifier: 0000 0001 1445 7800
- Library of Congress Control Number: no2006065244
- MusicBrainz: a7f32bf1-ed5c-4071-a6c7-1877d2f58924
- Système universitaire de documentation: 164538739
- Virtual International Authority File: 87591230